# القرش الأبيض (فلم)
شهر العسل هو فيلم كوميدي مصري تم إنتاجه عام 1945، قصة وحوار أبو السعود الإبياري، وسيناريو وإخراج إبراهيم عمارة و بطولة ليلى فوزي، فوزي الجزايرلي، عباس فارس.

## قصة الفيلم
وجدي بك (محمود إسماعيل) شاب ثري يعانى من تهافت النساء عليه، ليس من اجل شخصه أو وسامته، فهو يعلم أن شكله مش ولا بد، ولكن من اجل ثروته، ويعانى وجدي من ملاحقة الراقصة عنايات (حورية محمد) الراقصة بكباريه كأس الهنا، ويحاول التهرب منها، ويصارح صديقه أنور أنه لا يكره النساء ولكنه يريد امرأة تحبه من اجل شخصه، وهي امرأة لن يستطيع أحد أن يأخذها منه، أما التي تحبه من اجل ماله، فيستطيع من يدفع أكثر ان يأخذها منه. وبالطريق كاد أن يدهس بسيارته الفتاة الجميلة الأرستقراطية انصاف (ليلى فوزي) واضطر ان يوصلها لمنزلها، وفي الطريق تعرف عليها وأخبرها انه سائق السيارة وليس مالكها، وان الفتيات يفضلن الشاب الثرى المالك لسيارة، ولكنها اخبرته ان الأخلاق بالنسبة لها أهم من المال، مما جعل وجدي يحاول التعرف عليها أكثر، فادعى ان البنزين نفذ من السيارة، ولا يملك مال فوعدته بإحضار مال من والدها بحبح (فوزي الجزايرلي) الذي اكتشف انه بخيل جداً، فادعى وجدي ان قدمه قد انزلقت في قشرة موز امام المنزل، وقد كسرت قدمه وهدده بإبلاغ البوليس وطلب تعويض، إن لم يعالجه بمنزله، فقام بحبح بتكليف ابنه نبيه (إسماعيل ياسين) تلميذ الطب البيطرى بأن يعالج وجدي، الذي اكتشف ان نبيه يحب جارته جميلة (ثريا حلمي) ابنة صادق بك (عباس فارس) ويخاف من مصارحتها، فشجعه على البوح لها بحبه، واكتشف انها أيضا تبادله نفس الشعور، قرر وجدي ان يعمل لدى بحبح البخيل سائقا بمرتب 2 جنيه في الشهر والبنزين من عنده، وحاول التقريب بين بحبح وصادق وتوقع ان يوافق الأبوان على زواج نبيه وجميلة، ولكن كانت المفاجأة الكبرى ان اتفق الطرفان على أن يتزوج كل طرف من ابنة الآخر أي بحبح يتزوج جميلة وصادق يتزوج إنصاف ومافيش لاشبكه ولا مهر، وواحده بواحده. ولكن وبعد أن تأكد وجدي من حب إنصاف لشخصه، صارحها بحقيقته وتزوجها، وساعد نبيه على الزواج من جميلة، وقرروا تلقين بحبح درسا ليتخلى عن بخله وذلك بالاتفاق مع عنايات الراقصة التي نصبت شباكها حول بحبح حتى وقع لشوشته وغرق في شرف الخمر والسهر والصرف على الراقصة التي ابتزته واشترك في المؤامرة صادق بيه مقابل ان تعود له ابنته جميلة، فمثل متنكرا دور شقيق عنايات الثائر على شرفه، وقام بابتزاره وتسليم الأموال إلى وجدي، حتى انتهت السيولة التي يملكها بحبح، ودله وجدي على المرابى الذي قام بدوره صادق بيه، ليبتزه بالكمبيالات حتى انتهت كل ثروته، وجمع وجدي ومن معه كل الأموال التي حصلوا عليها من بحبح وانتهى الفيلم دون أن نعلم مصيرها.

## فريق العمل
إخراج: إبراهيم عمارة
تأليف:
- أبو السعود الإبياري (قصة وحوار)
- إبراهيم عمارة  (سيناريو)

إنتاج: ستوديو الأهرام
بطولة:
- ليلى فوزي (انصاف)
- فوزي الجزايرلي (بحبح)
- محمود إسماعيل (وجدي)
- عباس فارس (صادق)
- إسماعيل ياسين
- ثريا حلمي (جميلة)
- حورية محمد (عنايات)
- محمد شوقي
- فؤاد الجزايرلي
- عبد المنعم إسماعيل
- شفيق نور الدين

## روابط خارجية
- مقالات تستعمل روابط فنية بلا صلة مع ويكي بيانات